# بوب غرانت (مقدم برامج إذاعية)
روبرت سيرو جيغانتي (بالإنجليزية: Bob Grant) (14 مارس 1929 – 31 ديسمبر 2013)، المعروف باسم بوب غرانت، كان مذيعًا إذاعيًا أمريكيًا. يُعد غرانت من قدامى العاملين في مجال البث الإذاعي في مدينة نيويورك، ورائدًا في صيغة البرامج الحوارية الإذاعية ذات الطابع المحافظ، وكان من أوائل من تبنوا أسلوب "الحديث القتالي" (Combat Talk).امتدت مسيرته المهنية من خمسينيات القرن العشرين حتى وقت قصير قبل وفاته عن عمر يناهز 84 عامًا في 31 ديسمبر 2013.
غالبًا ما وُصف غرانت بأنه محافظ سياسيًا، وكان يعتبر نفسه شخصيًا محافظًا يميل في بعض آرائه إلى الليبرالية التحررية.

## وصلات خارجية
- الموقع الرسمي
- بوب غرانت على موقع إن إن دي بي (الإنجليزية)